# Тетёкин, Вячеслав Николаевич
Вячесла́в Никола́евич Тетёкин (род. 2 октября 1949 года, Чита) — российский политический деятель, депутат Государственной Думы ФС РФ шестого созыва от КПРФ. Член Президиума, секретарь ЦК КПРФ в 2008-2013 гг.
Доктор исторических наук. Автор ряда книг и публикаций в прессе.

## Биография
В 1966 году окончил среднюю школу в г. Борисов Минской области.
Трудовую деятельность начал автослесарем воинской части 59952 (г. Борисов).
В 1972 году окончил переводческий факультет Минский государственный лингвистический университет.
1972—1974 гг. — переводчик в учебном центре механизации сельского хозяйства в Уганде.
С октября 1974 г., затем с 1976 по 1978 гг. — сотрудник Управления внешних сношений Госкомитета СССР по профтехобразованию.
С декабря 1974 по декабрь 1975 гг. — служба в Советской Армии в Кингисеппской бригаде 6-й армии войск ПВО. Оператор стартовой батареи зенитно-ракетного комплекса С-200. Младший сержант.
С 1978 по 1981 гг. сотрудник Оргкомитета «Олимпиада-80» (отдел Африки). Принимал активное участие в мобилизации африканских спортивных делегаций для участия в Играх, что способствовало срыву западных планов бойкота московской Олимпиады. По итогам работы награждён медалью «За трудовую доблесть».
В 1981—1986 гг. — сотрудник Советского комитета солидарности стран Азии и Африки. В координации с советскими спецслужбами занимался поддержкой освободительных движений Юга Африки (АНК в ЮАР и СВАПО в Намибии).
В 1990 году окончил аспирантуру Института стран Азии и Африки при МГУ, получил учёную степень кандидат исторических наук. Тема диссертации «Объединенный демократический фронт Южной Африки в борьбе против режима апартеида (1983—1990)».
Член КПСС с 1988 г. Активист народно-патриотического движения. С апреля 1992 года  являлся активным деятелем Российского общенародного союза, участвовал в разработке Программы РОС. Состоял в Президиуме ЦК Российского общенародного союза  Участник защиты Верховного Совета в сентябре — октябре 1993 года.
С 1996 по январь 2000 гг. — консультант аппарата депутатской группы «Народовластие» ГД (руководитель — Н. И. Рыжков); ответственный секретарь Комиссии «Анти-НАТО» ГД.
В 1997 посещал с ознакомительной поездкой Нагорный Карабах, где выражал поддержку армянской стороне.
С сентября 1999 года — ответственный секретарь Комиссии Госдумы по обобщению информации о преступлениях НАТО против Югославии. Член редколлегии газеты «Советская Россия».
С 2000 по 2003 гг. — сотрудник аппарата Агропромышленной депутатской группы (руководитель — Н. М. Харитонов); ответственный секретарь Комиссии по оказанию содействия Югославии в преодолении последствий агрессии НАТО. Член Международного комитета в защиту Слободана Милошевича. Несколько раз посещал С. Милошевича в тюрьме в Гааге.
С января 2002 по 2010 гг. — член редколлегии, заместитель главного редактора газеты «Советская Россия». В июне 2004 года избран членом Центрального комитета КПРФ. С 30 ноября 2008 года по 24 февраля 2013 года — член Президиума, секретарь ЦК КПРФ.
4 декабря 2011 года избран депутатом Государственной Думы ФС РФ шестого созыва от КПРФ. Член Комитета Государственной Думы по обороне.
Женат, имеет двоих сыновей.
С декабря 2011 года является членом, а с сентября 2012 года — председателем Российского общественного комитета в защиту Воислава Шешеля.
21 марта 2012 года в Институте Африки РАН защитил докторскую диссертацию на тему «Массовые демократические организации Южной Африки в борьбе против режима апартеида (1976—1991 гг.)».

## Награды

### Государственные
- Медаль «За трудовую доблесть» (1980)[7].

### Иностранные
- Орден Компаньонов О. Р. Тамбо в серебре (Южно-Африканская Республика, 2018) — за вклад в борьбу за освобождение народа Южной Африки и Южно-Африканского региона[8][9].

## Книги
- «Югославская голгофа», Н. И. Рыжков, В. Н. Тетёкин
- «Распятая Югославия», Н. И. Рыжков, В. Н. Тетёкин
- Монография. Народ против тирании. Массовые демократические организации Южной Африки в борьбе против режима апартеида
- «Вооружён и опасен. От подпольной борьбы к свободе», Ронни Касрилс. Перевод книги с английского на русский язык В. Н. Тетёкин, Н. Н. Тетёкин
- «Африканист», В. Н. Тетёкин

### Последние публикации
- «Социалист» Обама против «капиталиста» Путина
- Очередное мифотворчество. Г-н Путин примеряет к себе мантию защитника Отечества
- Отечественная «оборонка» дышит на ладан
- Лицемеры. Как Запад ведет войну против Сирии
- Дипломатический конфуз. О «посреднической миссии» РФ в Ливии
- Почему случилось вьетнамское экономическое чудо?

### Персональные страницы в Интернете
- страница на kprf.ru
- блог в Живом Журнале
- страница ВКонтакте
- Twitter